# Élections législatives libanaises de 2022
Les élections législatives libanaises de 2022 se déroulent le 15 mai 2022 afin de renouveler les 128 membres de la Chambre des députés du Liban pour un mandat de quatre ans.
Le pays est depuis plusieurs années l'objet d'une instabilité politique chronique ainsi que d'une grave crise économique — aggravée par les explosions ayant touché le port de Beyrouth en 2020 — à l'origine d'une série de manifestations de grande ampleur et d'une importante défiance de la population à l'égard de la classe politique.
Le scrutin est organisé selon les principes d'un confessionnalisme politique qui voit les sièges répartis en amont du vote selon une clé de répartition basée sur la religion des différentes communautés, les partis concourant au moment du vote pour les sièges de leurs communautés respectives.
Le scrutin voit la défaite relative du Hezbollah d'Hassan Nasrallah, celui ci conservant sa position dominante au sein de la communauté chiite avec son allié du Mouvement Amal, un succès contrebalancé par l'échec de ses alliés au sein des communautés maronite, druze et sunnite, qui voient notamment la victoire des Forces libanaises au détriment du Courant patriotique libre, ainsi que l'émergence de plusieurs formations réformistes issues de la société civile. Ces résultats conduisent à la perte de la majorité absolue détenues par les forces du Hezbollah, du Mouvement Amal et de leurs alliés dans la législature sortante, la nouvelle se retrouvant composée de formations très polarisées sans qu'un camp ne détienne de majorité, augurant une difficile formation d'un nouveau gouvernement.

## Contexte

### Élections précédentes

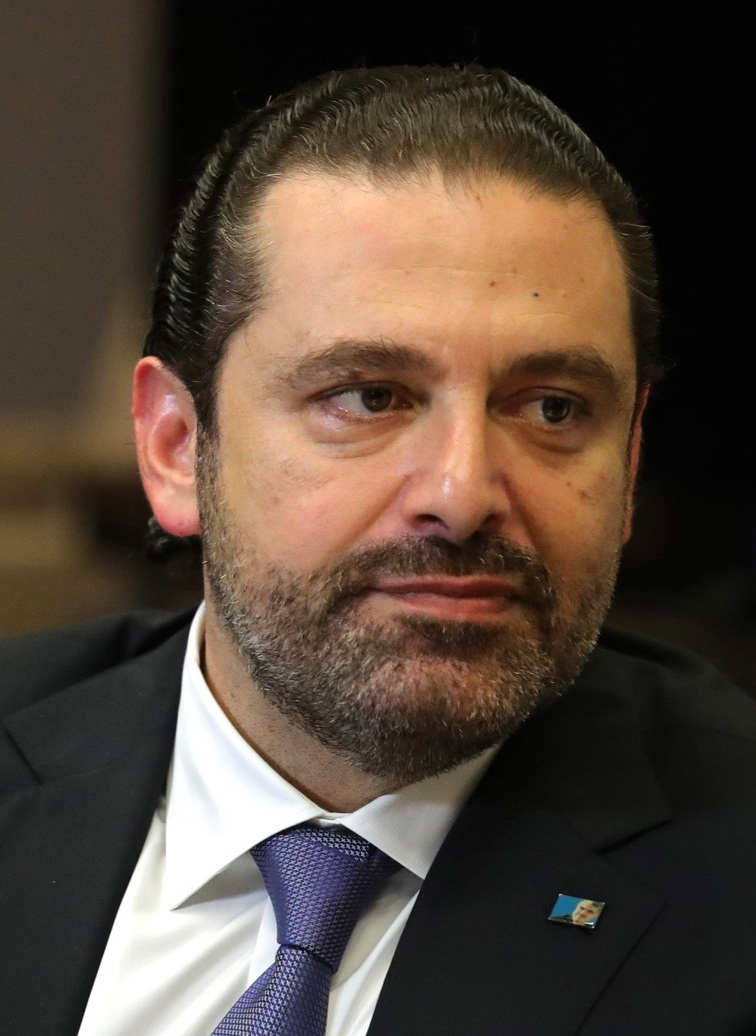
Saad Hariri.

Les élections législatives de mai 2018 interviennent après cinq ans de report successifs dans le contexte de la guerre civile syrienne. Cette dernière provoque un conflit entre les deux principaux bords politiques quant à la position à adopter par le gouvernement — L'Alliance du 14-Mars soutenant l'opposition syrienne au contraire de l'Alliance du 8-Mars qui soutient Bachar el-Assad — avant de s'étendre à une partie du territoire libanais de 2011 à 2017. Si la guerre prend fin sur le territoire même du Liban, elle se poursuit toujours début 2022 chez son voisin syrien, dont le Liban accueille une importante part des réfugiés.
Après huit mois de négociations entre des partis politiques émiettés selon des divergences tant idéologiques que religieuses, le pays se dote finalement d'un gouvernement le 31 janvier 2019. Saad Hariri est reconduit par le Président de la République Michel Aoun au poste de Président du Conseil, à la tête d'un large gouvernement de coalition.

### Manifestations de 2019-2021

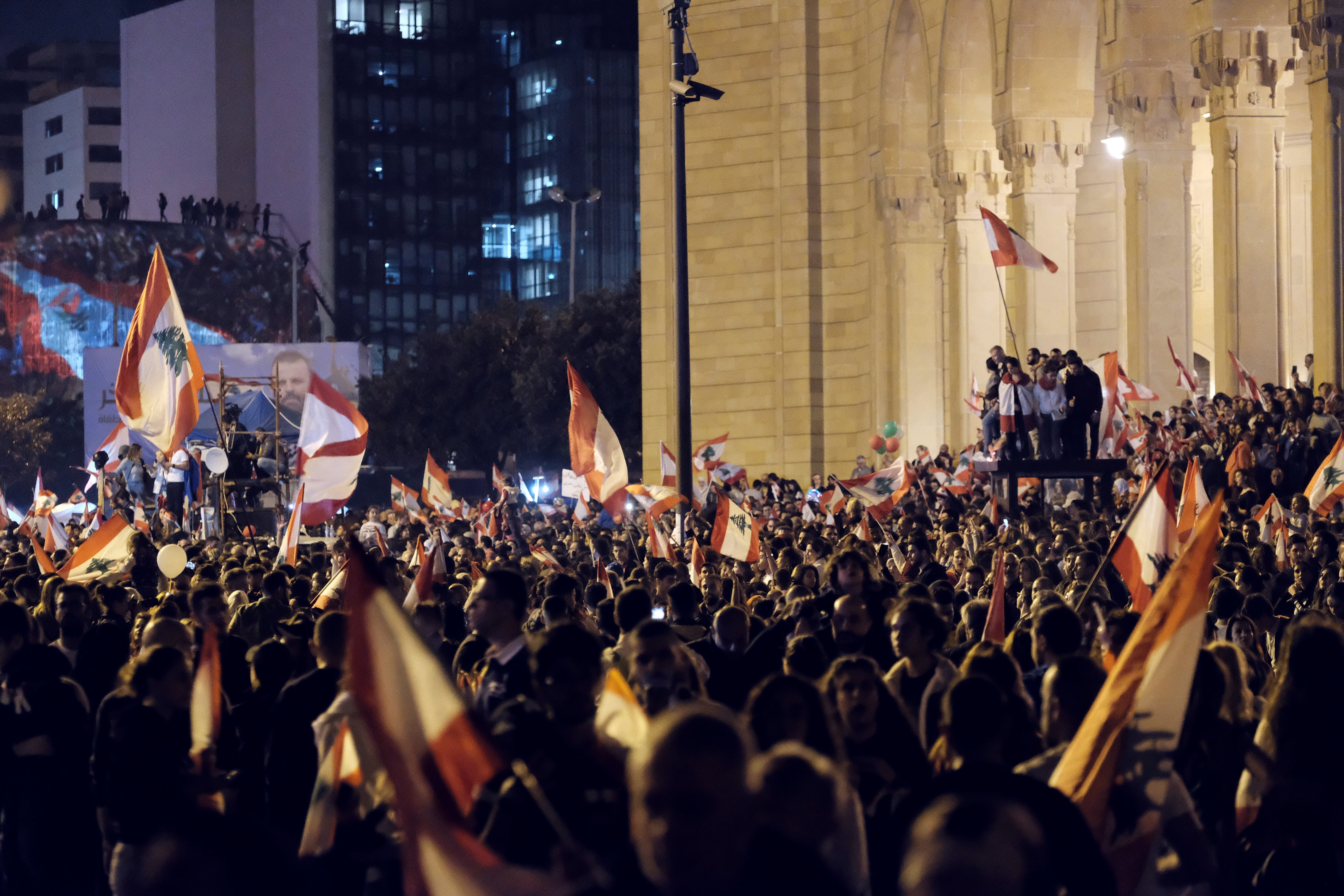
Manifestation à Beyrouth.

Des manifestations de grande ampleur touchent cependant le pays à partir du 17 octobre de la même année. Initialement déclenchées en réaction à une augmentation des prix de l'essence et du tabac ainsi que par une nouvelle taxe devant toucher les messages échangées par application mobile, les manifestations se transforment rapidement en un mouvement de protestation contre la stagnation de l'économie, le chômage, le système politique confessionnaliste, la corruption et l'incapacité du gouvernement à fournir les services essentiels tels que l'eau, l'électricité et l'assainissement,. Après avoir tenté sans succès de calmer la population par des promesses de réforme, Saad Hariri finit par démissionner le 29 octobre 2019. Hassan Diab est nommé Président du Conseil des ministres par le président de la République Michel Aoun le 19 décembre 2019. Son gouvernement obtient la confiance du parlement par 69 voix en sa faveur. La nouvelle coalition réunit alors le Hezbollah, le mouvement Amal, et le Courant patriotique libre. Le vote est marqué par l’abstention de la majorité des députés sunnites dont notamment ceux du Courant du futur. 
La situation économique du pays continue cependant de se détériorer. Début mars, endetté à hauteur de 81 milliards d'euros, le Liban se déclare en défaut de paiement, tandis que la livre libanaise enregistre une perte de 70 % de sa valeur en six mois et que le chômage touche 35 % de la population active. Des émeutes de la faim éclatent à Beyrouth et à Tripoli le 29 mars,. Perçu comme ayant adhéré aux mêmes politiques sociales et économiques que le gouvernement précédent, le gouvernement fait face à de nouvelles manifestations en juin à Beyrouth et dans plusieurs villes du sud.

### Explosions de 2020 au port de Beyrouth

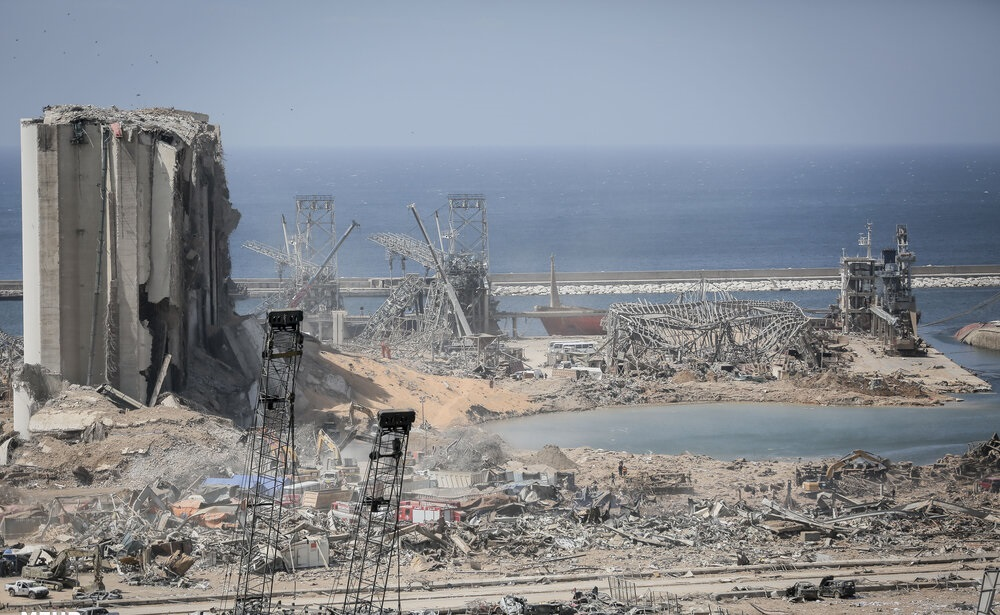
Cratère de l'explosion au port de Beyrouth.

Ce sont cependant les explosions dans le port de Beyrouth qui provoquent la chute du gouvernement Hassan Diab. Le 4 août 2020, l'explosion de plusieurs milliers de tonnes de nitrate d'ammonium stockées dans un hangar de la zone portuaire provoque des dégâts humains et matériels considérables à travers la ville et le port. Le bilan final est de 215 morts et 6 500 blessés, accompagnés de dégâts estimés à près de quatre milliards d’euros par la Banque mondiale, l'explosion ayant touché ou endommagé la moitié de la ville. La zone industrialo-portuaire du port de Beyrouth est durement touchée, aggravant davantage encore la situation économique. Vitale pour le Liban, la zone en constitue le principal lieu d'échange de marchandises, assurant le transit de 60 % des importations du pays,.
L’enquête sur les causes de l'explosion prend rapidement un tournant politique. Les autorités libanaises refusent toute enquête internationale, tandis que les familles des victimes de l’explosion accusent les dirigeants de nuire à l'avancée de l'enquête, voire de la saboter. Le premier juge nommé pour enquêter, Fadi Sawwan, est démis de ses fonctions après avoir inculpé deux anciens ministres pour négligence. Le second juge, Tarek Bitar, reçoit quant à lui des menaces et de fortes pressions pour faire cesser l'enquête. Aucun des responsables politiques qu'il convoque ne se présente, et Bitar est lui aussi dessaisi de l'enquête le 5 novembre 2020 à la suite d'un recours en récusation déposé par l'un d'entre eux, l'ancien ministre Youssef Fenianos,.
Le pays est à nouveau l'objet d'importantes manifestations à l'encontre de sa classe politique, conduisant notamment à l'incendie du ministère des Affaires étrangères. Le 8 août 2020 Hassan Diab propose l'organisation d'élections législatives anticipées, avant de présenter la démission de son gouvernement deux jours plus tard.

### Gouvernement sortant

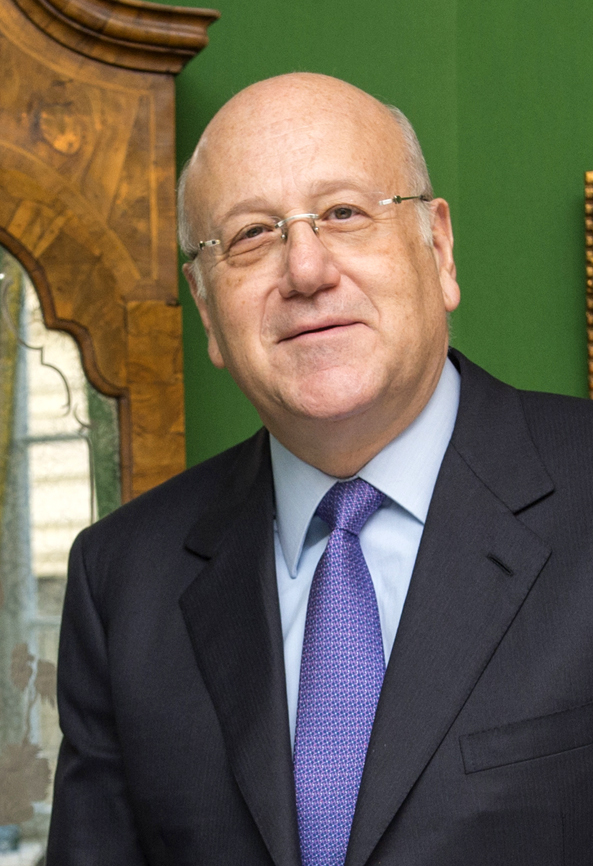
Najib Mikati.

Après une tentative infructueuse de Moustapha Adib à former un gouvernement, suivie de l'échec du retour de Saad Hariri à la tête du gouvernement, acté le 15 juillet 2021 après neuf mois de négociations,, c'est finalement Najib Mikati qui parvient le 10 septembre suivant à former un nouveau gouvernement,,. Homme le plus riche du pays avec une fortune en milliards issue du secteur des télécoms, déjà Président du conseil en 2005 et en 2011, Mikati est perçu comme un représentant de la classe politique traditionnelle et des élites économiques,, une image alourdie en octobre 2021 par les révélations par les Pandora Papers de son utilisation de paradis fiscaux. La crise socio-économique s'accentue en 2021, la Banque mondiale (BM) allant jusqu'à la qualifier de « l’une des trois pires crises [économique et financière] que le monde ait connu depuis le milieu du XIXe siècle ». Le Produit intérieur brut (PIB) est ainsi passé de près de 55 milliard de dollars en 2018 à seulement 20 milliards deux ans plus tard.
Un temps avancée au 27 mars afin d'éviter leur organisation pendant la période du ramadan qui court du 2 avril au 2 mai, les élections sont finalement fixées au 15 mai 2022 par le président Aoun. Les expatriés votent cependant de manière anticipée les 6 et 8 mai, tandis que les membres des bureaux de vote et autres fonctionnaires participant au processus électoral votent le 12 mai,.

## Système électoral

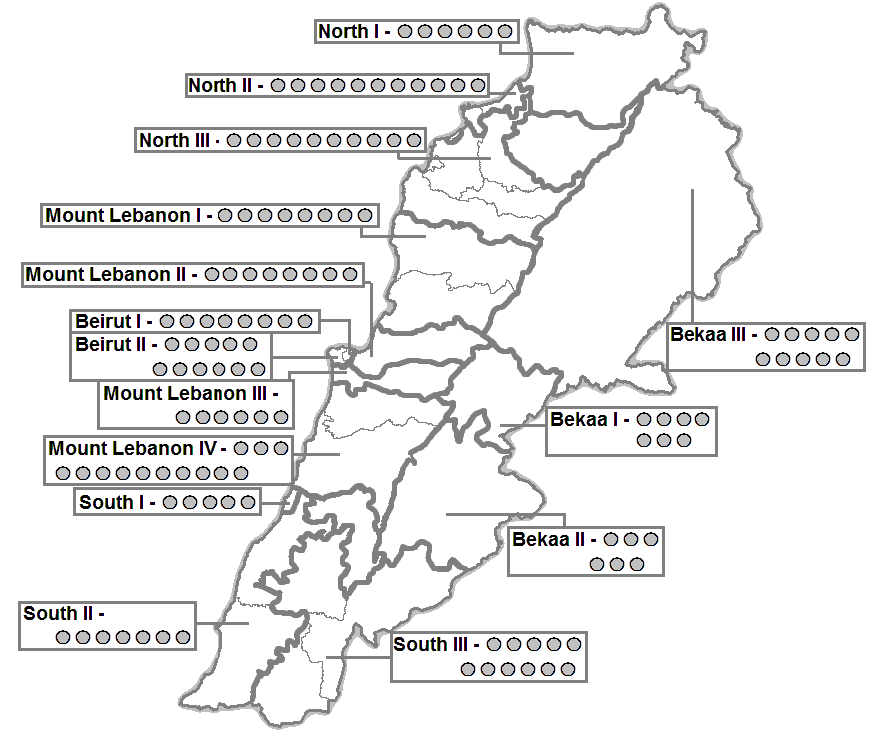
Répartition des sièges par circonscription.

Le Liban est doté d'un parlement unicaméral, la Chambre des députés, composé de 128 sièges pourvus pour quatre ans au scrutin proportionnel plurinominal dans quinze circonscriptions de cinq à treize sièges, dont sept circonscriptions, elles-mêmes subdivisées en districts électoraux. Les électeurs votent pour une liste ouverte de candidats, avec la possibilité d'utiliser un vote préférentiel pour un candidat au sein de la liste qu'ils choisissent. L'ensemble des candidats doivent se regrouper dans ces dernières, composées d'un minimum de trois candidats, ce qui rend impossible les candidatures sans étiquette.
En accord avec la pratique libanaise du confessionnalisme politique, les communautés religieuses libanaises se répartissent des sièges réservés dans les différentes circonscriptions suivant leur poids démographique. La répartition des voix se fait à la proportionnelle. Une fois l'ensemble des bulletins de vote dépouillés, le total des votes valides dans chaque circonscription est divisé par le nombre de sièges à pourvoir, ce qui donne en voix le seuil électoral nécessaire pour qu'une liste obtienne un siège. La répartition des sièges se fait entre les listes ayant atteint ce quorum de manière proportionnelle selon le pourcentage de voix obtenu, puis au sein des listes en accord avec les quota confessionnels et le nombre de votes préférentiels obtenus par les candidats.

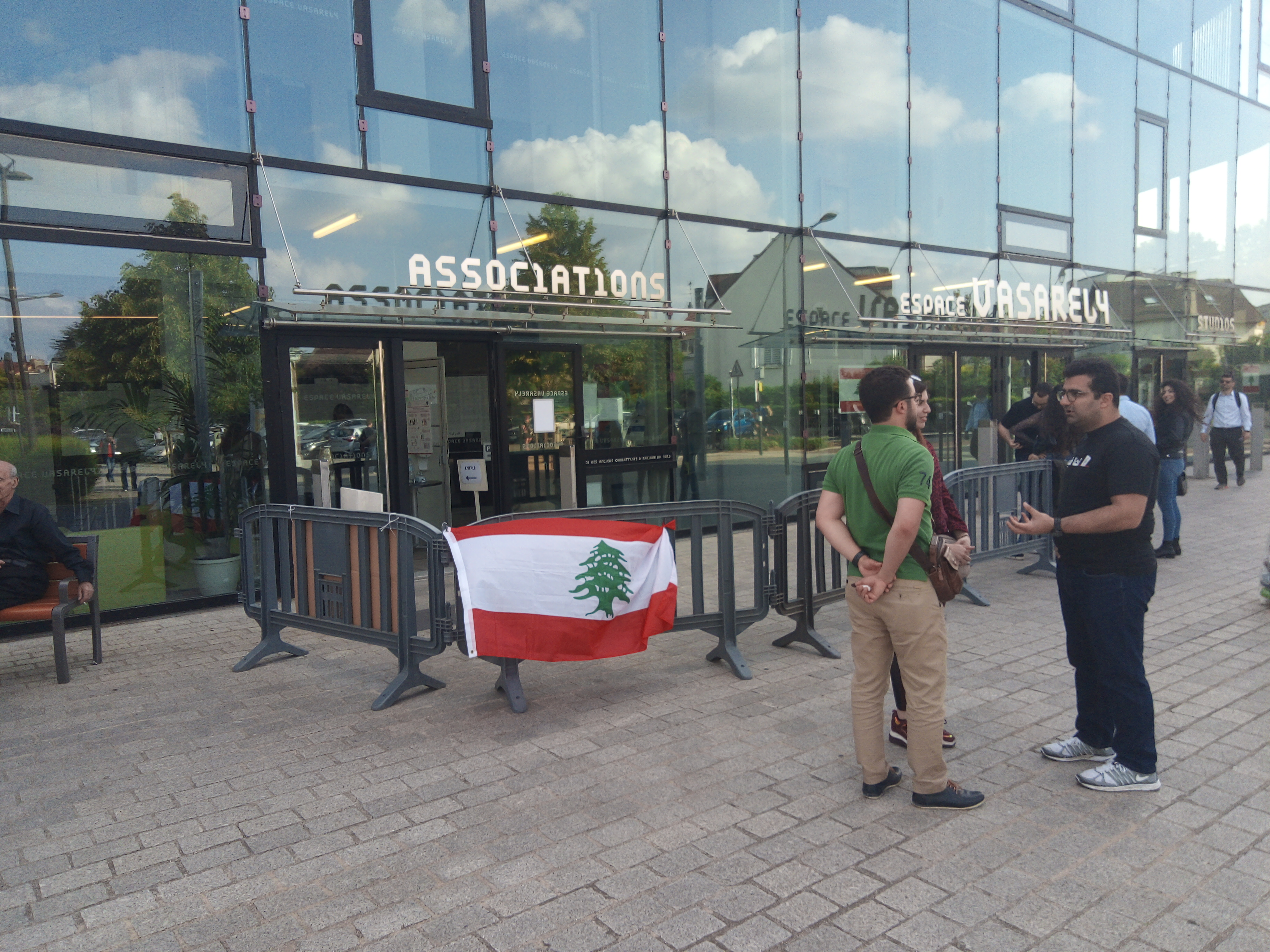
Un bureau de vote en France pour l'élection libanaise de 2022 situé à Antony (France).

Les Libanais vivant à l'étranger sont autorisés à participer aux législatives. Bien que la diaspora libanaise soit évaluée à douze millions d’individus, soit le double de la population du Liban même, la plupart ne possèdent plus la nationalité plusieurs décennies après les vagues d'émigrations ayant touché le pays. Seuls 82 000 d'entre eux s'étaient ainsi inscrits pour les élections de 2018. Bien qu'une section de la loi électorale de 2017 prévoit l'attribution de six sièges à part pour la diaspora, leur vote est toujours comptabilisé dans leur circonscription d'origine, les parlementaires ayant rejeté début 2022 la création de ces six circonscriptions,. Le vote a lieu le dimanche 8 mai, ou le 6 pour les pays où le dimanche est un jour ouvré.

## Campagne
Saad Hariri annonce fin janvier son départ de la vie politique, et appelle dans la foulée le Courant du futur à s'auto-dissoudre avant les élections,.
Le dirigeant des Phalanges libanaises, Samy Gemayel, rend publiques les listes de candidats de son parti le 20 février. Chrétien maronite, il présente son parti comme le seul à s'être opposé à l'élection de Michel Aoun et à ne pas avoir capitulé face aux exigences du Hezbollah d'Hassan Nasrallah, responsable selon lui de l'isolement du Liban dans la région.

## Résultats

### Résultats nationaux
|                          |                                             |           |       |        |               |  |  |  |  |  |  |  |  |  |
| Parti                    | Parti                                       | Voix      | %     | Sièges | +/-           |  |  |  |  |  |  |  |  |  |
|                          | Hezbollah (H)                               | 354 810   | 21,78 | 13     | en stagnation |  |  |  |  |  |  |  |  |  |
|                          | Forces libanaises (FL)                      | 202 204   | 12,41 | 14     | 2             |  |  |  |  |  |  |  |  |  |
|                          | Mouvement Amal (A)                          | 210 161   | 12,9  | 13     | 3             |  |  |  |  |  |  |  |  |  |
|                          | Courant patriotique libre (CPL)             | 133 892   | 8,22  | 16     | 2             |  |  |  |  |  |  |  |  |  |
|                          | Parti socialiste progressiste (PSP)         | 75 485    | 4,63  | 8      | 1             |  |  |  |  |  |  |  |  |  |
|                          | Courant du futur (CDF)                      |           |       | 8      | 5             |  |  |  |  |  |  |  |  |  |
|                          | Phalanges libanaises (K)                    | 50 137    | 3.08  | 4      | 1             |  |  |  |  |  |  |  |  |  |
|                          | Fédération révolutionnaire arménienne (FRA) | 12 404    | 0.76  | 3      | en stagnation |  |  |  |  |  |  |  |  |  |
|                          | Jamaa Islamiya (JI)                         | 22 249    | 1.37  | 1      | 1             |  |  |  |  |  |  |  |  |  |
|                          | Brigade Marada (M)                          | 25 914    | 1.59  | 2      | 1             |  |  |  |  |  |  |  |  |  |
|                          | Parti national-libéral (PNL)                | 4 967     | 0.3   | 1      |               |  |  |  |  |  |  |  |  |  |
|                          | Association nasseriste populaire (ANP)      | 7 341     | 0.45  | 1      | en stagnation |  |  |  |  |  |  |  |  |  |
|                          | Autres partis                               | 386 767   | 23.73 | 0      |               |  |  |  |  |  |  |  |  |  |
|                          | Indépendants                                | 142 986   | 8.78  | 43     |               |  |  |  |  |  |  |  |  |  |
|                          |                                             |           |       |        |               |  |  |  |  |  |  |  |  |  |
| Votes valides            |                                             |           |       |        |               |  |  |  |  |  |  |  |  |  |
| Votes blancs et nuls     |                                             |           |       |        |               |  |  |  |  |  |  |  |  |  |
| Total                    | Total                                       | 1 629 317 | 100   | 128    | en stagnation |  |  |  |  |  |  |  |  |  |
| Abstentions              | Abstentions                                 | 2 340 756 | 58,96 |        |               |  |  |  |  |  |  |  |  |  |
| Inscrits / participation | Inscrits / participation                    | 3 970 073 | 41,04 |        |               |  |  |  |  |  |  |  |  |  |

### Résultats par districts électoraux
| Circonscription                                  |    |    |     |   |     |     |     |    |   |     |     |    |      | Total |
| Circonscription                                  | H  | A  | CPL | M | FRA | CDF | PNL | FL | K | ANP | PSP | JI | Ind. | Total |
| Beyrouth I (East Beirut)                         |    |    | 1   |   | 1   |     |     | 1  | 1 |     |     |    | 4    | 8     |
| Beyrouth II (West Beirut)                        | 1  | 1  | 1   |   |     |     |     |    |   |     | 1   | 1  | 6    | 11    |
| Bekaa I (Zahle)                                  | 1  |    | 1   |   | 1   | 1   |     | 2  |   |     |     |    | 1    | 7     |
| Bekaa II (West Bekaa-Rachaya)                    |    | 1  | 1   |   |     |     |     |    |   |     | 1   |    | 3    | 6     |
| Bekaa III (Baalbek-Hermel)                       | 4  | 1  | 1   |   |     |     |     | 1  |   |     |     |    | 3    | 10    |
| Mont Liban I (Byblos-Kesrwan)                    | 1  |    | 2   |   |     |     |     | 2  | 1 |     |     |    | 2    | 8     |
| Mont Liban II (Metn)                             |    |    | 2   |   | 1   |     |     | 1  | 2 |     |     |    | 2    | 8     |
| Mont Liban III (Baabda)                          | 1  | 1  | 1   |   |     |     | 1   | 1  |   |     | 1   |    |      | 6     |
| Mont Liban IV (Aley-Chouf)                       |    |    | 3   |   |     |     |     | 2  |   |     | 4   |    | 4    | 13    |
| Nord I (Akkar)                                   |    |    | 2   |   |     | 2   |     |    |   |     |     |    | 3    | 7     |
| Nord II (Tripoli-Minnieh-Dennieh)                |    |    |     |   |     | 3   |     | 1  |   |     |     | 1  | 6    | 11    |
| Nord III (Bcharre-Zghorta-Batroun-Koura)         |    |    | 2   | 1 |     |     |     | 3  |   |     |     |    | 4    | 10    |
| Sud I (Saida-Jezzine)                            |    |    |     |   |     |     |     | 2  |   | 1   |     |    | 2    | 5     |
| Sud II (Zahrany-Tyre)                            | 2  | 5  |     |   |     |     |     |    |   |     |     |    |      | 7     |
| Sud III (Marjaayoun-Nabatieh-Hasbaya-Bint Jbeil) | 3  | 5  |     |   |     |     |     |    |   |     |     |    | 3    | 11    |
| Total                                            | 13 | 14 | 17  | 1 | 3   | 6   | 1   | 16 | 4 | 1   | 7   | 2  | 43   | 128   |

## Analyse

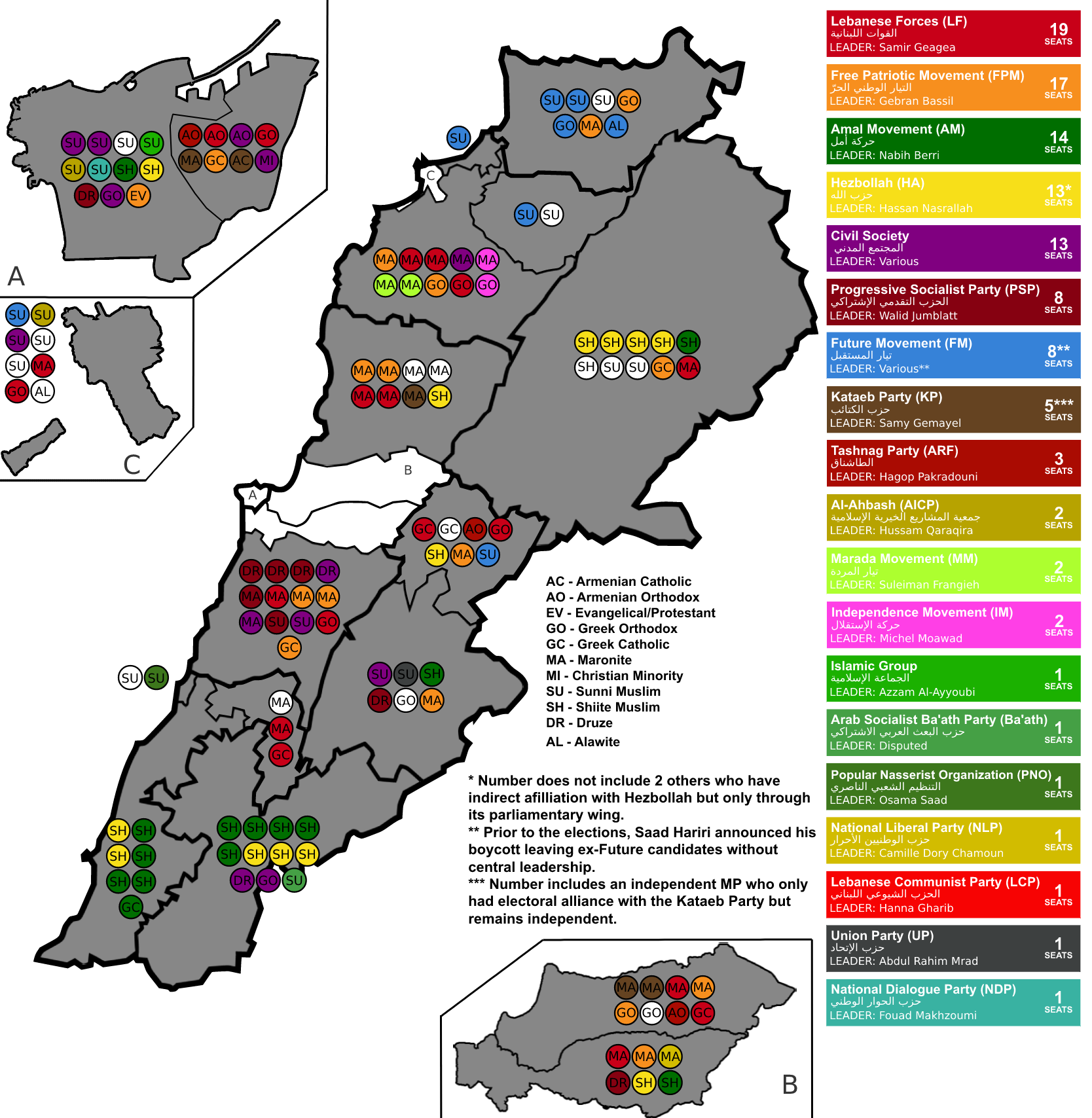
Carte des résultats par circonscription.

Le taux de participation est en forte baisse, s'établissant à un peu plus de 40 % contre près de 50 % en 2018. Les élections sont une défaite pour le Hezbollah et ses alliés, qui perdent la majorité absolue qu'ils détenaient. S'il décroche une large part des sièges au sein de l'électorat musulman chiite avec son allié le Mouvement Amal, le Hezbollah échoue en effet dans son objectif de faire gagner ses alliés dans les autres communautés,,.
Au sein de la communauté chrétienne, le Courant patriotique libre du président Michel Aoun connait un fort recul au profit du parti des Forces libanaises, farouchement anti-Hezbollah qui le remplace à la première place parmi les formations chrétiennes. Le Mouvement Marada, pro-Hezbollah et pro-Bachar el-Assad, voit également ses résultats décliner. Cette modification des rapports de force intervient quelque mois avant l'élection présidentielle, reservée aux seuls candidats chrétiens maronites dans le cadre du Pacte national,,.
Les communautés druze et sunnite voient également la défaite des parti pro-Hezbollah, mais au profit de candidats réformistes de la société civile, le retrait du dirigeant du Courant du futur, Saad Hariri, ayant notamment laissé un vide parmi les formations sunnites en lices.
L'émergence relative de partis de la société civile, qui réunissent un dixième des sièges à la chambre, s'avère une surprise générale aussi bien pour la sphère politique libanaise que pour les partis concernés,.
La nouvelle chambre se retrouve ainsi davantage encore polarisée entre alliés et opposants au Hezbollah tandis que le Courant du futur — qui jouait un rôle tampon entre les deux camps — s'effondre, laissant courir le risque d'un nouveau blocage institutionnel.

## Formation du gouvernement
Des consultations parlementaires organisées début juin permettent au Premier ministre par intérim Najib Mikati de réunir les promesses de soutiens de 54 parlementaires sur 128. L'ancien ambassadeur du Liban auprès des Nations unies Nawaf Salam en obtient quant à lui 25, le reste s’abstenant. Le 23 juin, le président Aoun confie par conséquent à Najib Mikati la charge de former un gouvernement. Un processus long et difficile est jugé probable au vu des résultats des élections et des complexités politiques du pays. La formation du gouvernement intervient à l'approche de l'élection présidentielle libanaise de 2022, normalement prévue au plus tard avant la fin du mandat de six ans de Michel Aoun le 31 octobre 2022.